# World Digital Song Sales
La World Digital Song Sales es una lista de éxitos musicales compilada por Nielsen SoundScan y publicada por la revista Billboard. Se estableció en 2010 como parte de una serie de conteos de canciones de 21 géneros específicos lanzada por Billboard en ese año, el 23 de enero, y clasifica los 15 sencillos del género world music más vendidos en Estados Unidos. El tema «Somewhere Over the Rainbow» del cantautor y músico hawaiano Israel Kamakawiwoʻole ha dominado el ranking durante la mayor parte de su existencia, con un total de 343 semanas en la primera posición. Otra pista notable es «Gangnam Style» de PSY, que es la segunda canción con mayor cantidad de semanas en el número uno, con un total de 50 entre 2012 y 2014, y la tercera en general con un total de 360 semanas. A lo largo de los años, otros artistas de  K-pop han aparecido en la lista y han alcanzado el primer lugar, entre ellos BTS ha conseguido un número récord de 32 sencillos en la cima del conteo.

## Números uno por año
2012 · 2013 · 2014 · 2015 · 2016 · 2017 · 
2018 · 
2019
2020 ·  2021 ·
2022

## Récords

### Canciones con mayor cantidad de semanas en el número uno
| Puesto | Canción                      | Artista                            | Semanas | Ref.   |
| ------ | ---------------------------- | ---------------------------------- | ------- | ------ |
| 1      | «Somewhere Over the Rainbow» | Israel Kamakawiwoʻole              | 357     | [ 6 ]  |
| 2      | «Gangnam Style»              | Psy                                | 50      | [ 7 ]  |
| 3      | «We Know the Way»            | Opetaia Foa'i & Lin-Manuel Miranda | 29      | [ 8 ]  |
| 4      | «Essence»                    | Wizkid con Justin Bieber & Tems    | 17      | [ 9 ]  |
| 5      | «Calm Down»                  | Rema con Selena Gomez              | 14      | [ 10 ] |
| 6      | «Mic Drop»                   | BTS con Desiigner                  | 13      | [ 11 ] |

### Artistas con mayor cantidad de sencillos número uno
| Puesto | Artista   | Cantidad | Canciones | Ref.   |
| ------ | --------- | -------- | --- | ------ |

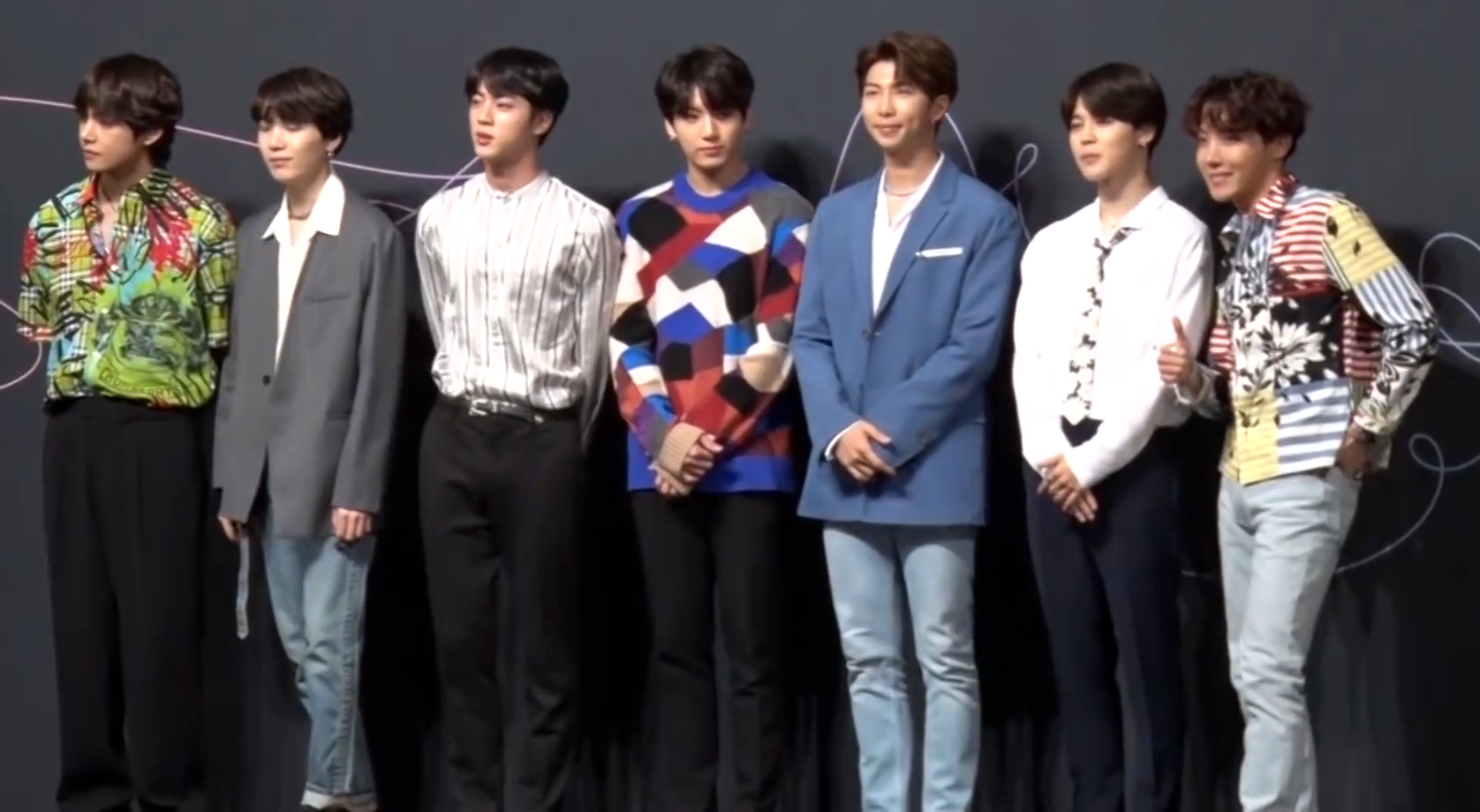
BTS tiene la mayor cantidad de sencillos número uno en la lista, con 32.

| 1      | BTS       | 38       | Ver lista - «Fire» - «Blood Sweat & Tears» - «Spring Day» - «Not Today» - «DNA» - «Mic Drop» (con Desiigner) - «Don't Leave Me» - «Fake Love» - «Idol» (con Nicki Minaj) - «2! 3!» (Still Wishing There Will Be Better Days) - «Boy with Luv» (con Halsey) - «Dream Glow» (con Charli XCX) - «A Brand New Day» (con Zara Larsson) - «All Night» (con Juice Wrld) - «Heartbeat» - «Lights» - «Make It Right» (con Lauv) - «Black Swan» - «On» - «Stay Gold» - «Your Eyes Tell» - «My Time» - «Filter» - «Life Goes On» - «Stay» - «Inner Child» - «Film Out» - «Singularity» - «Stigma» - «Euphoria» - «Begin» - «Yet to Come» - «Attack On Bangtan» - «The Planet» - «Take Two» - «No More Dream» - «Danger» - «Home» | [ 4 ]  |
| 2      | Blackpink | 9        | Ver lista - «Boombayah» - «Playing with Fire» - «As If It's Your Last» - «Ddu-Du Ddu-Du» - «Kill This Love» - «How You Like That» - «Lovesick Girls» - «Pink Venom» - «Shut Down» | [ 12 ] |
| 3      | Big Bang  | 5        | Ver lista - «Loser» - «Bang Bang Bang» - «Let's Not Fall in Love» - «Flower Road» - «Still Life» | [ 13 ] |
| 4      | PSY       | 4        | Ver lista - «Gentleman» - «Hangover» (featuring Snoop Dogg) - «Daddy» (featuring CL) | [ 14 ] |
| 4      | EXO       | 4        | Ver lista - «Monster» - «Lotto» - «Love Shot» - «Obsession» | [ 15 ] |
| 4      | Twice     | 4        | Ver lista - «Likey» - «Feel Special» - «I Can't Stop Me» - «Cry For Me» | [ 16 ] |
| 4      | j-hope    | 4        | Ver lista - «Daydream» - «Chicken Noodle Soup» - «More» - «Arson» |        |

### Artistas con mayor cantidad de estrenos en el número uno
| Puesto | Artista   | Cantidad | Canciones |
| ------ | --------- | -------- | --- |
| 1      | BTS       | 20       | Ver lista - «Fire» - «Blood Sweat & Tears» - «Spring Day» - «DNA» - «Don't Leave Me» - «Fake Love» - «Idol» (con Nicki Minaj) - «2! 3!» (Still Wishing There Will Be Better Days) - «Boy with Luv» (con Halsey) - «Dream Glow» (con Charli XCX) - «A Brand New Day» (con Zara Larsson) - «All Night» (con Juice Wrld) - «Heartbeat» - «Black Swan» - «On» - «Stay Gold» - «Your Eyes Tell» - «Life Goes On» - «Film Out» - «Yet to Come» |
| 2      | Blackpink | 8        | Ver lista - «Boombayah» - «Playing with Fire» - «As If It's Your Last» - «Ddu-Du Ddu-Du» - «How You Like That» - «Lovesick Girls» - «Pink Venom» - «Shut Down» |
| 3      | Big Bang  | 5        | Ver lista - «Loser» - «Bang Bang Bang» - «Let's Not Fall in Love» - «Flower Road» - «Still Life» |
| 4      | Twice     | 4        | Ver lista - «Likey» - «Feel Special» - «I Can't Stop Me» - «Cry For Me» |
| 5      | PSY       | 3        | Ver lista - «Gentleman» - «Hangover» (featuring Snoop Dogg) - «Daddy» (featuring CL) |
| 5      | j-hope    | 3        | Ver lista - «Chicken Noodle Soup» - «More» - «Arson» |